# Puerto de Skagen
El Puerto de Skagen (en danés: Skagen Havn) está situado en Skagen, al norte de Dinamarca. Contiene un puerto industrial que apoya a la industria pesquera de la zona, así como a los buques de crucero. Otras instalaciones incluyen un astillero y un centro de procesamiento de pescado. El puerto deportivo del lugar está abierto a los visitantes durante los meses de verano. El puerto pesquero se construyó entre 1904 y 1907, con secciones interiores y exteriores bajo la supervisión del ingeniero hidráulico Palle Bruun. Fue inaugurado el 20 de noviembre de 1907, y más tarde se hicieron adiciones para el almacenamiento en frío y para la industria de procesamiento de pescado. Los almacenes distintivos junto al puerto, fueron diseñados por Thorvald Bindesbøll.
El puerto pesquero fue construido entre 1904 y 1907, con secciones interiores y exteriores establecidas bajo la supervisión del ingeniero hidráulico Palle Bruun . La inauguración oficial fue el 20 de noviembre de 1907.  Los distintivos almacenes junto al puerto fueron diseñados por Thorvald Bindesbøll y se abrieron en mayo de 1908. En 1932, con motivo del 25 aniversario del puerto, se inauguró la estatua del pescador y el bote salvavidas de Anne Marie Carl-Nielsen . El puerto se amplió hacia el este entre 1935 y 1938, y en la década de 1950 se realizó una expansión de 11 millones de coronas (coronas) hacia el oeste, aumentando el área en alta mar en 70.000 metros cuadrados (750.000 pies cuadrados) y el área en tierra en 90.000 metros cuadrados (970.000 pies cuadrados). Entre 1964 y 1979, el puerto se amplió aún más hacia el este en un proyecto de 35 millones de coronas para facilitar el crecimiento del puerto, duplicando el tamaño del puerto y proporcionando nuevas instalaciones para subastar las capturas de los 400 barcos pesqueros registrados en Skagen.
La administración del puerto está a cargo de la Autoridad Portuaria de Skagen. FF Skagen, una de las tres empresas que apoyan a la industria danesa de harina de pescado , tiene su planta de procesamiento en el muelle de Skagen. El puerto se está adaptando para dar cabida a grandes cruceros internacionales. Un nuevo muelle de 450 m (1.480 pies) que se completará en 2015 también proporcionará instalaciones para el abastecimiento de combustible y mejores instalaciones para la industria pesquera.

## Descripción
El puerto de Skagen está situado en Ålbæk Bugt (bahía de Ålbæk).  El puerto cubre una superficie total de 1.015.000 m² ( 10.930.000 pies cuadrados), que consta de 645.000 m² ( 6.940.000 pies cuadrados) de tierra y 370.000 m² ( 4.000.000 pies cuadrados) de agua. Los muelles y amarres tienen una longitud total de 5,5 km (3,4 mi), de los cuales 970 m (3.180 pies) tienen una profundidad de 9 m (30 pies).   El puerto consta de tres dársenas principales (muelles con niveles de agua controlados por compuertas): Ydre Forhavnsbassin, Vesthavn y Østhavn. Vesthavn está formado por Indre Forhavnsbassin, Bundgarnsbassin, Auktionsbassin, Mellembassin y Vestre Bassin, mientras que Østhavn está formado por Østbassin I y Østbassin II. Skagen Lystbådehavn (el puerto de embarcaciones de recreo de Skagen) administra el área entre el muelle de Gamle y el muelle 2 en Mellembassin. 
El puerto puede acoger barcos de hasta 130 metros (430 pies) de largo y 20 metros (66 pies) de ancho con un calado de 7 metros (23 pies). Los barcos de menos de 90 metros (300 pies) de largo pueden atracar en el Muelle 4 con un calado de 9 metros (30 pies).   El buque más grande que ha visitado el puerto de Skagen es el crucero Silver Cloud con una longitud de 156 metros (512 pies), que atracó en el Muelle 4 en 2010 y 2011.  El Lystbådehavn (puerto deportivo) entre los muelles 1 y 2 está abierto a los barcos de recreo visitantes desde el 1 de abril hasta el 30 de septiembre. Si bien el puerto de Skagen supervisa el puerto deportivo durante los meses de verano, las instalaciones se utilizan para el atraque de barcos pesqueros fuera de temporada. El municipio de Frederikshavn es el administrador oficial.  Las instalaciones del Muelle 1 incluyen una estación de servicio de gasóleo en el extremo del muelle y una barbacoa. También hay un edificio de servicios con aseos, duchas, lavadoras y secadoras. Hay acceso a Internet Wifi disponible en todo el puerto deportivo. 

## Historia

### Historia temprana y antecedentes
Tras años de debate entre los pescadores de Skagen y las autoridades, en la década de 1880 se creó una comisión que dio lugar a una propuesta inicial para un puerto por parte del inspector de aduanas Holm, que no fue aceptada. Bajo la presión de los pescadores, el ministro del Interior encargó a un ingeniero llamado Berg que preparara una nueva propuesta en 1888. Esto dio lugar a la aprobación parlamentaria el 23 de abril de 1903, seguida de una convocatoria de licitación el 26 de enero de 1904. Sobre la base de una oferta de Gunnarson & Søn og Elzelingen, en febrero de 1904 se iniciaron las obras en el Sønderstand (costa sur) de Skagen, justo en las afueras de la ciudad.  Las obras fueron supervisadas por el ingeniero hidráulico Palle Bruun , que había informado sobre los puertos de las Islas Feroe. 
El diseño consistía en dos rompeolas separados unos 500 m que se extendían hasta el mar. Con sus extensiones exteriores proporcionando una entrada de unos 60 m de ancho, el puerto cubría un área de casi 160.000 m² . La dársena estaba dividida por dos muelles transversales, creando un puerto exterior y un puerto interior con una entrada de 40 m de ancho. Una casa del capitán del puerto, un almacén de pescado y una oficina de aduanas se construyeron en paralelo. El 19 de noviembre de 1907, el rey Federico VIII inauguró ceremonialmente el puerto en presencia de los Pintores de Skagen , que habían decorado las instalaciones con banderas.  Carl Locher había diseñado una impresionante puerta de honor. 
En mayo de 1908, se inauguraron cuatro almacenes de pescado en el muelle diseñados por Thorvald Bindesbøll . En 1932, con motivo del 25º aniversario del puerto, se inauguró la estatua del pescador y el barquero salvavidas de Anne Marie Carl-Nielsen .  En 1935, Johannes Friis-Skotte , Ministro de Transporte, anunció que el gobierno estaba financiando un proyecto de 900.000 coronas para ampliar el puerto hacia el este, que incluía una dársena de 100 metros (330 pies) por 200 metros (660 pies) con una profundidad de 4,5 metros (15 pies), diseñada para facilitar a los pescadores el proceso de descarga. Como resultado, entre 1935 y 1938 el puerto se amplió hacia el este, y en 1938 se añadió una nueva sala de subastas, de 100 metros de largo y 12 metros de ancho, con tragaluces y siete cabinas telefónicas. 

### Acontecimientos de posguerra
En 1943, el Rigsdag aprobó propuestas por valor de 7 millones de coronas para ampliar aún más el puerto hacia el oeste. Sin embargo, debido a la ocupación alemana durante la guerra, el proyecto se pospuso y no fue hasta 1952 cuando se inició la construcción, con un presupuesto de 11 millones de coronas. La zona de alta mar del puerto se amplió en 70.000 metros cuadrados (750.000 pies cuadrados) y la zona en tierra se amplió en 90.000 metros cuadrados (970.000 pies cuadrados), con unos 12 metros (39 pies) de muelle. Entre 1964 y 1979, el puerto se amplió aún más hacia el este en un proyecto de 35 millones de coronas para facilitar el crecimiento del puerto, duplicando el tamaño del puerto y proporcionando nuevas instalaciones para subastar las capturas de los 400 barcos pesqueros registrados en Skagen. La zona de alta mar se amplió en 14 hectáreas y la zona de tierra en 120 hectáreas. Se construyó una nueva sala de subastas entre el edificio de inspección pesquera y la oficina de subastas.  En 1985, la dársena de subastas del puerto se profundizó unos 7 metros (23 pies), al igual que el Vesthavnen (Puerto Oeste) a principios de los años 1990. 
En 2001, el puerto de Skagen adquirió el estatus de puerto autónomo, después de que el gobierno vendiera varios de los puertos nacionales. Bajo la propiedad del municipio, se invirtieron 12,5 millones de coronas en la profundización del Østbassin 2 (East Basin 2) y en la construcción de un nuevo muelle de 300 metros (980 pies) hasta una profundidad de 9 metros (30 pies) en su parte exterior.  En 2007, se construyó un nuevo dique seco de 135 m (443 pies) por 25 m (82 pies) para el muelle de Karstensen. En 2008 se completaron instalaciones adicionales para el procesamiento de pescado, incluida una planta de refrigeración. 

## Pesca
El puerto de Skagen es el mayor puerto pesquero de Dinamarca y el primero de Europa en desembarques de peces pelágicos, principalmente arenque.  Fundada en 1960, FF Skagen es una de las tres empresas que apoyan a la industria danesa de harina de pescado;   su planta de procesamiento está ubicada en el muelle de Skagen.  A partir de 2011, las estadísticas de la Dirección de Pesca de Dinamarca enumeran el puerto de Skagen como el puerto pesquero líder en Dinamarca en términos de cantidad de capturas y su valor.   Las estadísticas para 2013 de NaturErhvervstyrelsen mostraron un aumento interanual en las capturas de pesca del 10 por ciento para un valor total de DKK 3.4 mil millones (aproximadamente US $ 621 millones). El director del puerto, Willy Bent Hansen, informó que el puerto de Skagen ahora representaba más del 25 por ciento de todo el pescado desembarcado en Dinamarca. 
En abril de 2014, el superarrastrero "Gitte Henning", de 86 metros de largo, desembarcó un récord de 3.281 toneladas de merlán en Skagen tras regresar de su viaje inaugural, aparentemente la mayor captura jamás realizada en Dinamarca.

## Acontecimientos recientes
Actualmente, el puerto se está adaptando para dar cabida a grandes cruceros internacionales. En 2015 se completará un nuevo muelle de 450 m (1.480 pies), mientras que el muelle actual de 170 m (560 pies) se ampliará a 200 m (660 pies).  En el frente de la construcción naval, Karstensens Skibsværft sigue prosperando con pedidos de arrastreros de Noruega.  También hay planes para establecer instalaciones de abastecimiento de petróleo para grandes buques en la sección exterior del nuevo puerto.
En julio de 2014, Berlingske informó de que, a partir de 2015, se esperaba que el puerto ampliado atrajera hasta 40 grandes cruceros al año, en comparación con solo una docena de barcos más pequeños en la actualidad. Los buques más grandes transportarán hasta 3.500 pasajeros. El puerto de Skagen estaba cubriendo el coste de las obras, que ascendieron a 226 millones de coronas danesas (41 millones de dólares estadounidenses). El nuevo puerto proporcionaría nuevos puestos de trabajo, lo que aumentaría la plantilla de unas 2.000 personas en la actualidad a 2.600 una vez finalizado. Karstens Skibsværft, Danish Yacht y la empresa de procesamiento de arenques, Skagerrak Pelgic, fueron las empresas más exitosas de Skagen, pero la ciudad también albergaba a FF Skagen, el principal productor mundial de harina y aceite de pescado. <ref>Lars Erik Skovgaard (13 de julio de 2014). «Boomtown på toppen: Største investering i Skagen i 100 år». Berlingske (en danés). Consultado el 14 de julio de 2014.</ref